# Касторная-Курская
Касто́рная-Ку́рская — узловая железнодорожная станция Юго-Восточной железной дороги, расположена в границах Касторненского городского поселения Курской области.

## Описание
Станция отнесена к Белгородскому региону Юго-Восточной железной дороги. Самая старая станция Касторенского узла, была открыта в составе железной дороги Курск — Воронеж в 1894 году. Соединена со станцией Касторная-Новая (линия Москва-Донбасс) и станцией Касторная-Восточная. К западу от станции проходит граница с Орловско-Курским регионом Московской железной дороги.

## История
В 1893 году было создано «Акционерное общество Юго-Восточных железных дорог», объединившее Козлово-Воронежско-Ростовскую и Грязе-Царицынскую железные дороги.
Станция Касторная-Курская была открыта на Курско-Воронежском участке этой паевой частной железной дороги, для пассажиров и перевозки грузов в 1894 году. Было построено здание вокзала, водонапорная башня, угольный склад и паровозный сарай с небольшими ремонтными мастерскими.
К концу XIX века благодаря железнодорожной станции Касторное становится крупным торговым местом, известным в Российской империи и за её пределами. Сюда переселяются зажиточные купцы из Землянска, Задонска, Царёво и других мест. Чуть позже на целевые пожертвования были построены две станции: Касторная-Киевская и Касторная-Восточная, которые соединили с Касторной-Курской. По этим путям отправляли важнейшие товары и продукты питания. Пассажирский поток за год составлял не менее 20 000 человек.
В окрестностях станции работали Благодатенский стекольный и Олымский сахарный заводы, построенные на землях крупного помещика Владимира Охотникова. В Суковкино работал винзавод. Вино отгружалось по всей России, в бутылках, которые оплетались касторенским лозняком. Рядом со станцией проводили крупные ярмарки. К примеру, на одну только Евдокиевскую ярмарку пригонялось до 10 тыс. лошадей а оборот составлял до 300 тыс. рублей. Лошадей отправляли в основном за границу. На Успенскую ярмарку сгоняли до 25 тыс. овец, которых можно было купить за 20—25 рублей за голову.
С началом боевых действий на восточном театре Первой Мировой войны резко возросло количество военных грузов, проходящих литерными эшелонами через станцию. В целом по Российской империи перевозки гражданских грузов по железной дороге в 1914 году сократились на 17 %, а в 1915 — более чем на треть по сравнению с довоенным периодом. Это, прежде всего, было вызвано нехваткой вагонов. В годы войны персоналу дороги и станции пришлось столкнуться с беженским потоком из западных областей империи. Массовое движение миллионов беженцев с запада возникло летом 1915 года. К середине сентября во внутренних губерниях находилось уже около 750 тыс. переселенцев. До начала 1916 года только маршрутными поездами было вывезено ещё более 2 млн человек. В губернском Воронеже было создано более десяти комитетов, занимающихся обустройством и помощью раненым и беженцам, три из которых содержали 31 госпиталь и 18 приютов. В годы войны на станции постоянно дежурили уполномоченные различных благотворительных обществ и государственных организаций.
К 1917 году в составе Юго-Восточных дорог Российской империи Касторненский железнодорожный узел считался одним из крупных в Центральной России и имел важное стратегическое значение. Во времена Гражданской войны станция и посёлок становятся опорным стратегическим пунктом, за который развернулось тяжёлое двухнедельное сражение осени 1919 года, известное в отечественной историографии как Воронежско-Касторенская операция 1919 года между частями Вооружённых сил Юга России и РККА. В итоге станция и посёлок были взяты кавалеристами 1-й конной армии, что повлияло на всю военно-стратегическую обстановку на Юге России.
В годы Великой Отечественной войны «касторненский треугольник» также имел важнейшее стратегическое значение. В начале декабря 1941 года в Касторное прибывали войска, боеприпасы и вооружение для 13-й армии Юго-Западного фронта. Оперативное снабжение наших войск, организованное на станции под постоянными бомбёжками и обстрелами, в условиях немецкого наступления начала декабря 1941 года, имело решающее значение при проведении Елецкой наступательной операции Московской битвы.
4 июля 1942 года станция и посёлок были захвачены немецкими войсками. Бойцы и командиры малочисленной 40-й армии Брянского фронта, после кровопролитных боёв были вынуждены оставить свои позиции и, сдав Касторное, отойти на юго-восток.
29 января 1943 года танкистами 4-го танкового корпуса генерал-майора танковых войск А. Г. Кравченко станция и посёлок были освобождены от оккупантов.
Весной и летом 1943 года было необходимо обеспечить бесперебойную доставку большого количества войск, техники, боеприпасов и вооружения всех видов для своевременного, порой скрытного сосредоточения в ходе проведения оборонительной и наступательной операций Курской битвы. Для выполнения этой сложнейшей задачи у железнодорожников имелась единственная однопутная линия Воронеж — Касторная — Курск, разрушенная авиацией и артиллерией противника на многих участках. Требовалось в кратчайшие сроки ввести в эксплуатацию освобождённые от врага перегоны, максимально увеличить пропускную способность станции. Рабочие бригады трудились по 12—14 часов. Ценой огромных усилий было обеспечено беспрерывное движение воинских и санитарных эшелонов, которые следовали по так называемому «пакетному графику».
Разгром немецко-фашистских войск в сражениях под Курском 1943 года стал переломным моментом в Великой Отечественной войне. В победу свой весомый вклад внесли железнодорожники станции Касторная-Курская и всей Юго-Восточной железной дороги.
В конце 1980-х годов рассматривался проект электрификации Касторненского железнодорожного узла, куда входит и станция Касторная-Курская, однако по состоянию на август 2019 года электрифицированы только станции, расположенные на линии Елец — Валуйки.

## Пассажирское движение

### Пригородное сообщение
Со станции Касторная-Курская регулярно отправляются пригородные поезда до Воронежа, Курска и станции Касторная-Новая. Линии обслуживают поездные бригады на рельсовых автобусах РА2, приписанных к ТЧ-5 Отрожка (МВПС).

### Дальнее следование
По состоянию на конец марта 2021 года через Касторную-Курскую курсируют ежесуточно не менее 2 пар пассажирских поездов. На станции останавливаются все поезда дальнего следования и пригородные поезда. Пассажирскую линию обслуживают локомотивные бригады ТЧЭ-2 Ртищево-Восточное или ТЧЭ-14 Елец-Северный на тепловозах ТЭП70БС.

#### Основные направления
| Страна     | Пункт назначения |
| ---------- | --- |
| Россия     | Москва, Адлер, Анапа, Калининград, Калуга I, Кисловодск, Курск, Белгород, Брянск, Рославль, Россошь, Ростов-на-Дону, Смоленск |
| Белоруссия | Минск, Брест |

### Перевозчики и расписание
| Перевозчик                       | Дистанция                               | Направления и расписание                                 |
| -------------------------------- | --------------------------------------- | -------------------------------------------------------- |
| Российские железные дороги (ФПК) | Дальнее следование                      | РЖД Архивная копия от 1 сентября 2021 на Wayback Machine |
| ППК «Черноземье»                 | Межрегиональное и пригородное сообщение | РЖД Архивная копия от 1 сентября 2021 на Wayback Machine |

## В культуре
Станция показана в 1-й серии телесериала «Путейцы» (в эпизоде, где показана остановка по маршруту «Москва — Сочи»).

### Комментарии
1. ↑  Касторненский железнодорожный узел, состоящий из нескольких железнодорожных станций различных направлений, расположенных в границах посёлка Касторное
2. ↑  При его использовании безаварийность движения поездов взяла на себя «живая блокировка» — дежурные сигнальщики использовались вместо семафоров. Движение в этом случае было односторонним. На перегонах могло одновременно находиться по 4-5 составов, что сокращало время на пробег на час-полтора

## Публицистика
- Воронежско-Касторенская операция 1919 // Вешин — Газли. — М. : Советская энциклопедия, 1971. — (Большая советская энциклопедия : [в 30 т.] / гл. ред.  А. М. Прохоров ; 1969—1978, т. 5).
- Татьяна Ткачёва. Все возвращается: Как Воронеж принимал беженцев с Украины в годы Первой мировой войны // Российская газета : газета. — 2014. — 17 июля. — ISSN 1606-5484. Архивировано 17 августа 2019 года.
- Виктор Минаков. Сломили сопротивление врага // Гудок : газета. — 2018. — 20 июля.
- Цуканов Д. А. Организация социальной помощи в Воронежской губернии в годы Первой Мировой войны // Вестник Воронежского Государственного Университета : научный журнал. — 2015. — № 4. — С. 123—126. — ISSN 1995-5480. Архивировано 29 марта 2017 года.
- Славные страницы истории Касторного // Курск : газета. — 2014. Архивировано 15 августа 2019 года.

## Внешние медиафайлы
- Фотография вокзала ст. Касторная-Курская. Архивировано 31 января 2013 года.
- Фотография станции Касторная-Курская. Архивировано 8 апреля 2013 года.